# Anatoli Krikun
Anatoli Krikun (nacido el 24 de marzo de 1948 en Tartu, Estonia) fue un jugador soviético de baloncesto. Consiguió tres medallas en competiciones internacionales con la selección de la Unión Soviética.